# Capverdians de São Tomé i Príncipe
Els capverdians de São Tomé i Príncipe són residents de São Tomé i Príncipe que són originaris o amb ascendència capverdiana.
L'Instituto das Comunidades estimà que l'any 2007 hi havia 3.000 capverdians vivint a São Tomé i Príncipe. La majoria dels capverdians a l'illa viuen en la pobresa.

## Història de la migració
São Tomé va ser descoberta en la dècada de 1470 pels exploradors portuguesos i posteriorment es va convertir en un port d'esclaus. Quan es va abolir l'esclavitud el 1875 van contractar treballadors d'Angola, Moçambic, Cap Verd i altres parts de l'Imperi Portuguès. Aquests treballadors van ser anomenats "serviçais". Per tant, la majoria dels nacionals de Cap Verd van ser portats a São Tomé i Príncipe com a serviçais. Els fills d'aquests treballadors per contracte que van néixer a l'illa es diuen "tongas". A l'illa de Príncipe, serviçais i tongas s'han assentat permanentment en terra assignada pel govern. Després de la independència el 1975, la majoria dels capverdians van tornar a Cap Verd.

## Persones destacades
- Fernando "Cobo" Pereira, colpista, d'ascendència capverdiana i angolenya.